# 王益霖
王益霖（1856年—1913年），字春如，江西省南昌府南昌縣人。清朝政治人物。
學問融貫中西，应聘为三江师范教习。光緒二十九年，登進士，同年閏五月，著交吏部掣签分发各省，以知县即用。1903年，仍回三江师范任教。1907年转任河南高等学堂教习兼斋务长。